# Bernard de Neufmarché
Bernard de Neufmarché (Neuf-Marché, 1050 circa – 1125 circa) venuto in Inghilterra a seguito della vittoria di Guglielmo il Conquistatore fu uno dei primi grandi Signori delle Marche gallesi.

## Le origini
Bernard de Neufmarché nacque nel 1050 circa nel paese da cui ha preso il cogonome, Neuf-Marché appunto, un villaggio della Normandia, al confine con la regione del Beauvais. I suoi genitori erano Geoffrey de Neufmarché e Ada de Hugleville, gli antenati materni avevano fondato un paese a sud di Dieppe e discendevano da Riccardo II di Normandia, mentre suo nonno paterno aveva servito il giovane Guglielmo il Conquistatore ed era morto al suo servizio.
L'effettiva partecipazione di Bernard alla Battaglia di Hastings è dubbia, benché la sua famiglia avesse dei legami famigliari con la città di Saint-Valery-sur-Somme, dalla quale partì la flotta normanna, non ne era però il governatore ed è improbabile che facesse parte della flotta. Bernard è anche assente dal Domesday Book compilato nel 1086, se avesse effettivamente partecipato alla battaglia avrebbe ricevuto delle terre che sarebbero poi state annotate e registrate.

## La salita verso il potere
Nel 1086 o 1087 Bernard ricevette delle terre dal re, la corona aveva recuperato delle proprietà dalla morte di alcuni nobili che si trovavano nell'Herefordshire e che comprendevano anche diversi manieri e villaggi ed ottenne anche altre due proprietà, una nel Berkshire e l'altra nel Buckinghamshire. Nemmeno queste proprietà appaiono nel Domesday Book ed è possibile che avesse ottenuto dal re una qualche forma di esenzione. 
La sua rapida ascesa come barone attirò l'attenzione di Osbern FitzRichard, un nobile gallese che, attorno al 1099, gli offrì in moglie la propria figlia Agnes, detta Nest.
Le proprietà di Bernard si stendavano tutte lungo il corso del Wye e lungo la vecchia Strada Romana che dall'Inghilterra andava sino al Galles, per la precisione vicino a Brecon, è possibile che l'importanza militare di quell'antica rotta sia stato uno dei fattori che lo invogliò a conquistare il Brycheiniog.

## La costruzione del dominio gallese
Nel 1088 anche Bernard, come molti altri Signori delle Marche, si ribellò contro Guglielmo II d'Inghilterra, la rivolta fu persa e i ribelli furono apparentemente perdonati senza nessuna sanzione, ed il re concesse ai Signori delle Marche di espandersi verso il Galles impadronendosi, per diritto di conquista, dei regni di Brycheiniog, Morgannwg e Gwynllwg.
A seguito di quell'accordo Bernard invade il regno di Brycheiniog ed entro l'autunno del 1088 ne ha conquistato almeno una parte, la guerra di conquista prosegue per almeno altri due anni, nei luoghi che riesce a prendere costruisce castelli di difesa ed entro il 1091 prende anche la valle dell'Usk, centro del suo nuovo dominio, che ne diviene capitale. Nel 1093 o 1094, lo sconfitto re del Brycheiniog, Bleddyn ap Maenarch, alleandosi con un altro sovrano Rhys ap Tewdwr, prova a riprendersi ciò che era suo, l'attacco avviene partendo dalla città di Brecon, ma i gallesi hanno ben presto la peggio e Rhys viene ucciso. Successivamente, sul luogo della battaglia venne costruita la cattedrale di Brecon. Nel 1094 altre rivolte turbarono la regione, i gallesi provarono più volte a scacciare gli invasori normanni e questi ultimi, benché riuscissero ad avere spesso la meglio non riuscirono a pacificare i rivoltosi tanto che nel 1095 furono costretti a rintanarsi entro le poche città fortificate di cui disponevano. Solo due spedizioni provenienti da Glamorgan riuscirono a riportare la pace, per proteggere i confini delle sue terre Bernard ordinò la costruzione di diversi castelli fra Brecon e Crickhowell.
Per assicurarsi la lealtà dei propri uomini Bernard concesse loro dei piccoli feudi nella regione, compresi anche i figli del re che aveva deposto, ponendo così le basi per un'aristocrazia leale e fedele.
Bernard de Neufmarché morì attorno al 1125 lasciando come erede la propria figlia Sibyl de Neufmarché